# Cis nigrorugosus
Cis nigrorugosus es una especie de coleóptero de la familia Ciidae.

## Distribución geográfica
Habita en la Siberia Oriental.